# Enneanectes
Enneanectes is een geslacht van straalvinnige vissen uit de familie van drievinslijmvissen (Tripterygiidae).

## Soorten
- Enneanectes altivelis Rosenblatt, 1960
- Enneanectes atrorus Rosenblatt, 1960
- Enneanectes boehlkei Rosenblatt, 1960
- Enneanectes carminalis (Jordan & Gilbert, 1882)
- Enneanectes jordani (Evermann & Marsh, 1899)
- Enneanectes pectoralis (Fowler, 1941)
- Enneanectes reticulatus Allen & Robertson, 1991
- Enneanectes smithi Lubbock & Edwards, 1981